# Fabián Balbuena
Fabián Cornelio Balbuena González, född 23 augusti 1991, är en paraguayansk fotbollsspelare.

## Klubbkarriär
Den 14 juli 2018 värvades Balbuena av West Ham United, där han skrev på ett treårskontrakt. Balbuena debuterade i Premier League den 12 augusti 2018 i en 4–0-förlust mot Liverpool. Den 4 juni 2021 meddelade West Ham United att Balbuena skulle lämna klubben i samband med att hans kontrakt gick ut i sluet av månaden.

## Landslagskarriär
Balbuena debuterade för Paraguays landslag den 31 mars 2015 i en 1–0-förlust mot Mexiko.